# Walter Götze (Prähistoriker)
Walter Götze, auch Walter Götze-Geuz (* 11. Juli 1879 in Köthen (Anhalt); † 1. August 1952 ebenda), war ein deutscher Musiker, Prähistoriker und Konservator.

## Leben
Götze entstammte einer Handwerkerfamilie aus dem Köthener Stadtteil Geuz. Er besuchte das Gymnasium in Köthen und die Franckeschen Stiftungen in Halle (Saale), wo er unter anderem von Paul Kupka unterrichtet wurde. Bereits als Schüler zeigte er Interesse an vorgeschichtlichen Themen. Als Jugendlicher führte er in Großpaschleben auf einem Feld, das Verwandten gehörte, Grabungen durch und stieß dort auf ein Urnengräberfeld der späten römischen Kaiserzeit. Die dabei gemachten Funde bildeten den Grundstock seiner privaten archäologischen Sammlung.
Götze schlug jedoch zunächst eine musikalische Laufbahn ein. Er besuchte das Konservatorium in Leipzig und arbeitete anschließend als zweiter, später dann als erster Kapellmeister in Essen, Schweidnitz, Dortmund und Kiel.
1911 beendete Götze seine musikalische Laufbahn aus privaten Gründen und kehrte nach Köthen zurück. Dort widmete er sich nun den Bodenaltertümern im Gebiet zwischen den Flüssen Saale, Mulde, Fuhne und Elbe, was dem mittelalterlichen Gau Serimunt entspricht. Als 1912 in Köthen ein Heimatmuseum gegründet wurde, richtete er dort eine vorgeschichtliche Abteilung ein. Während des Ersten Weltkriegs musste Götze seine Arbeit zunächst einstellen, setzte sie nach dessen Ende aber umso intensiver fort. Seine private Sammeltätigkeit stellte er zugunsten des Museums fast gänzlich ein. 1921 wurde er durch Julius von Brunn als hauptamtlicher Konservator für Vorgeschichte im Landkreis Köthen angestellt. 1933 wurde er zum Professor und 1935 zum Vertrauensmann zum Schutz der Bodenaltertümer für das Land Anhalt ernannt. Sein Zuständigkeitsbereich erstreckte sich damit auf das gesamte Land Anhalt einschließlich seiner weiteren Museen. Die Köthener Sammlung wuchs bis 1939 zu einer der bedeutendsten in Ostdeutschland heran. Nach Ausbruch des Zweiten Weltkriegs kamen aber kaum noch neue Funde hinzu. Götze nutzte die folgenden Jahre zur Aufarbeitung der Fundberichte.
1945 ging Götze in den Ruhestand. Er starb am 1. August 1952 infolge einer schweren Herzkrankheit in Verbindung mit mehreren Schlaganfällen.

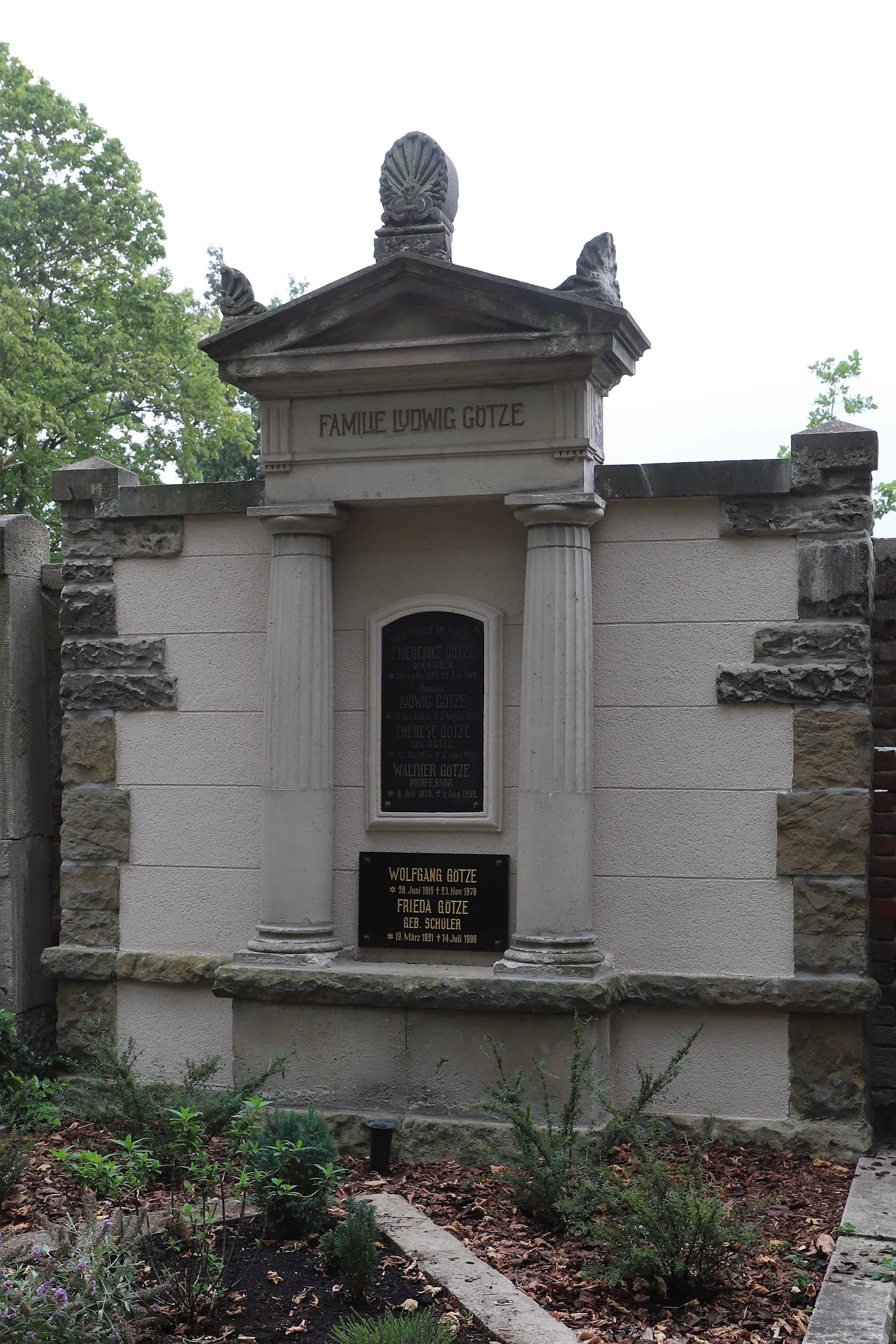
Grabstätte von Walter Götze in Köthen

Anlässlich seines 70. Todestags ist Götze vom 15. Mai bis 27. November 2022 eine Sonderausstellung im Schloss Köthen gewidmet.

## Schriften
- Prähistorische Grabstätten im Kreise Cöthen (= Beiträge zur anhaltischen Geschichte. Band 20). Schettler, Köthen 1913.